# Tony Campos
Tony Campos (né le 8 mars 1973) à Los Angeles, est un musicien américain d'origine mexicaine. Il est le bassiste des groupes Static-X, Soulfly, Prong, Ministry et Possessed.

## Carrière
Aux côtés de Wayne Static il est le seul membre permanent de Static-X, dont la composition a souvent changé, il y assure également les chœurs. Il rejoint Ministry en 2008 après la mort de Paul Raven puis à la reformation du groupe en 2011 tout en jouant avec Prong depuis 2009. Il fait également partie d'Asesino (side project de Dino Cazares, guitariste de Fear Factory) sous le nom de scène Maldito X.
En 2001 il se fracture la clavicule lors d'un accident de moto et manque la majeure partie de la tournée de Static X alors en cours.
En 2011, il intègre Soulfly. Il y restera 4 ans. En effet, en mai 2015, il rejoint le groupe de metal industriel américain Fear Factory.
Le 23 octobre 2018, Campos annonce que lui et les deux autres membres originaux survivants - le guitariste Koichi Fukuda et le batteur Ken Jay - avaient réformé Static-X. Il dévoile les nouveaux projets du groupe, notamment une tournée et un nouvel album à la mémoire de Wayne Static.

## Source
- (en) Cet article est partiellement ou en totalité issu de l’article de Wikipédia en anglais intitulé « Tony Campos » (voir la liste des auteurs).